# Главк (син Міноса)
| Главк                              | Главк |
| ---------------------------------- | ----- |
| Критський принц                    |       |
| Член Критської королівської родини |       |

| місце проживання    | Крит                                                                       |
| Особиста інформація |                                                                            |
| Батьки              | Мінос і Пасіфая                                                            |
| Брати і сестри      | Катрей, Аріадна, Андрогей, Ксенодик, Акакаліс, Федра і Девкаліон; Мінотавр |

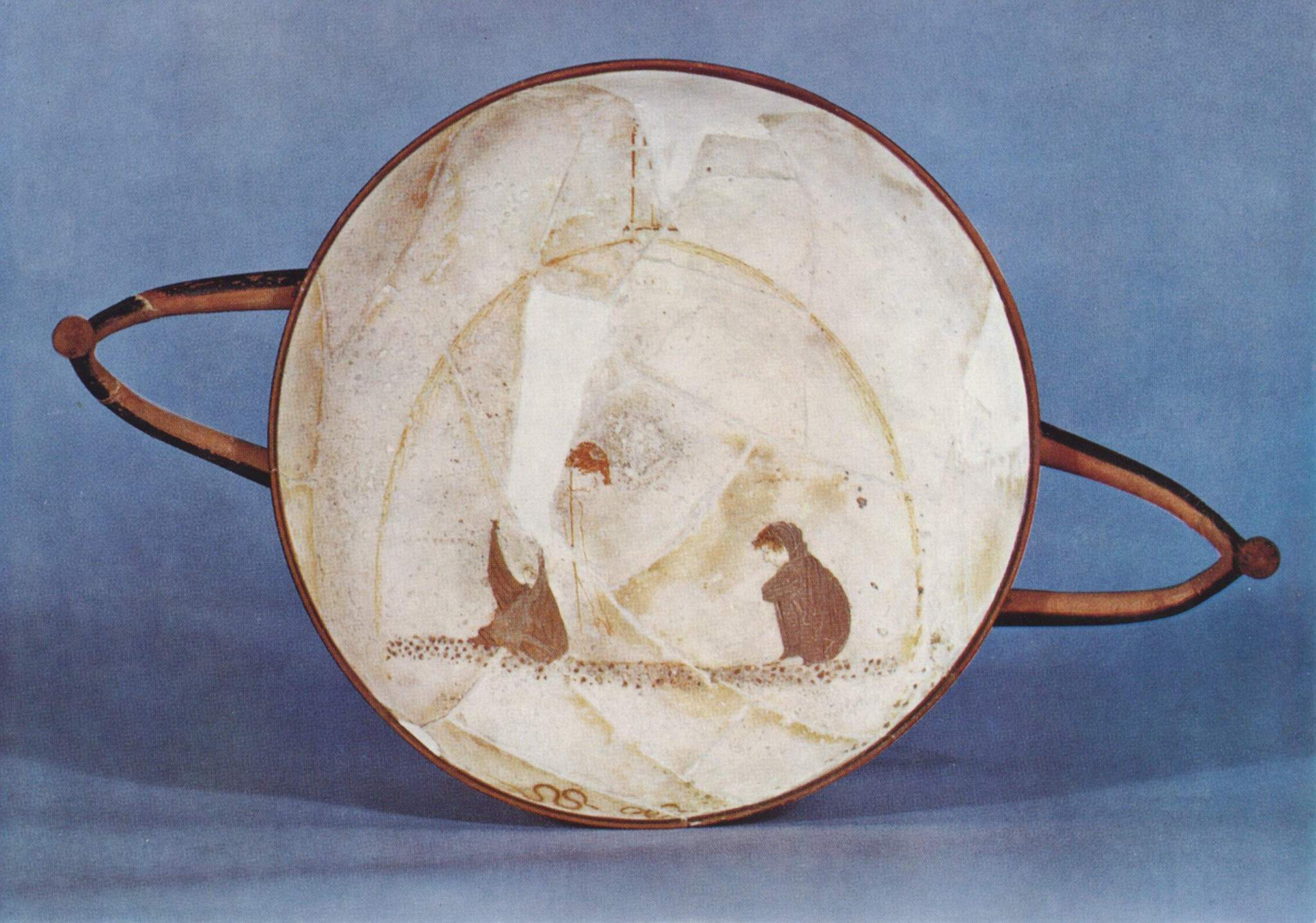
Главк (праворуч) зображений на білоземельній чашці, приписуваній Художнику Сотаду.

У Давньогрецькій міфології Главк (Glaucus) /ˈɡlɔːkəs/ (давньогрецька: Γλαῦκος Glaukos означає «сірувато-блакитний» або «блакитно-зелений» і «мерехтливий») був критським принцом, сином царя Міноса.

## Родина
Матір'ю Главка була цариця Пасіфая, дочка Геліоса, і, таким чином, брат Акалли, Аріадни, Андрогея, Деукаліона, Федри, Ксенодика і Катрея.

## Міфологія
Одного разу, граючи з м’ячем або ганяючись за мишею, Главк упав у банку з медом і помер.
Не знайшовши свого сина, його батьки пішли до Оракула в Дельфах, який сказав їм: «Серед вас народилася дивовижна істота: той, хто знайде справжню подібність цієї істоти, також знайде дитину». Вони інтерпретували це як новонароджене теля в стаді Міноса. Тричі на день теля змінювало колір з білого на червоний і чорний. Поліїд (або Асклепій, бог медицини) спостерігав схожість із дозріванням плодів рослини шовковиці (або, можливо, ожини), і Мінос послав його знайти Главка.
Шукаючи хлопчика, Поліїд побачив сову, яка виганяла бджіл із винного льоху у палаці Міноса. У винному льоху була бочка з медом, усередині якої був мертвий Главк. Мінос вимагав повернути Главка до життя, хоча Поліїд заперечував. Мінос мав право на свою наполегливість, оскільки Дельфійський Оракул сказав, що провидець поверне дитину живою. Мінос замкнув Поліїда у винному льоху мечем. Коли поруч з’явилася змія, Поліїд убив її мечем. Інша змія прийшла за першою, і, побачивши її мертвою, друга змія пішла і принесла траву, яка потім повернула першу змію до життя. Наслідуючи цей приклад, Поліїд використав ту саму траву, щоб воскресити Главка.
Мінос відмовився дозволити Поліїду покинути Крит, доки він не навчить Главка мистецтву пророцтва. Поліїд так і зробив, але потім, в останню секунду перед відходом, попросив Главка плюнути йому в рот. Главк так і зробив і забув усе, чого його навчали. Історія Поліїда та Главка була темою втраченої п’єси, яку приписують Евріпіду. Пізніше Главк очолив армію, яка напала на Італію, представивши їм військовий пояс і щит. Це стало джерелом його італійського імені Labicus, що означає «підперезаний».
У Главка була донька на ім’я Деїфоба, яка була жрицею Аполлона та Діани Тривії, яка фігурує в Енеїді у книзі 6.